# Musée juif de Thessalonique
Le musée juif de Thessalonique (grec moderne : Εβραϊκό Μουσείο Θεσσαλονίκης) (judéo-espagnol ou ladino : Museo Djidio De Salonik) est un musée de Thessalonique en Macédoine-Centrale en Grèce. Il met en avant l'histoire et la culture des Juifs séfarades de Thessalonique.
Le musée est géré par la communauté juive de Thessalonique.

## Histoire
Le musée est situé 13 rue Ágios Minás (en français saint Ménas) dans un bâtiment construit en 1904 par l'architecte italien Vitaliano Poselli (en). La restauration de l'édifice s'est faite de 1998 à 2003.
Le musée est inauguré le 13 mai 2001 en présence d'Evángelos Venizélos, alors ministre de la Culture,. 
Le premier étage présente un récit de l'histoire de la présence juive à Thessalonique à partir du IIIe siècle avant notre ère jusqu'à la Seconde Guerre mondiale. Une exposition séparée met l'accent sur la Shoah et la destruction de la communauté juive de Thessalonique. Environ 49 000 personnes furent déportées aux camps d'Auschwitz et de Bergen-Belsen, où la plupart d'entre elles périrent.
Un centre de documentation et de recherche est installé dans le musée. Il vise à numériser des documents d'archives provenant de la collection du musée et d'autres sources ainsi qu'à la création d'une base de données accessible aux visiteurs.
Le musée offre des programmes éducatifs spéciaux pour les écoles.Le musée est membre de l'Association européenne des musées juifs (AEJM).